# Rue Hérode Atticus
La rue Hérode-Atticus (grec moderne : οδός Ηρώδου Αττικού) est une rue du centre-ville d'Athènes, en Grèce. 

## Situation et accès
La rue longe le jardin national d'Athènes et s'étend de l'avenue Vasilíssis Sofías à l'avenue Vasileos Konstantinos.
Longue de 630 mètres elle est considérée comme étant l'artère la plus chic et la plus chère de la capitale hellénique.

## Origine du nom
Elle est nommée d'après le rhétoricien Hérode Atticus, dont le mausolée se trouve sur son trajet (à Pangráti).

## Bâtiments remarquables et lieux de mémoire
La rue Hérode Atticus abrite notamment le palais présidentiel d'Athènes et le palais Maxímou.